# Gródek (gmina w województwie wileńskim)
Gródek – dawna gmina wiejska istniejąca do 1945 roku w woj. nowogródzkim/Ziemi Wileńskiej/woj. wileńskim. Siedzibą gminy było miasteczko Gródek (1420 mieszk. w 1921 roku).
Na samym początku okresu międzywojennego gmina Gródek należała do powiatu wilejskiego w woj. nowogródzkim. 13 kwietnia 1922 roku gmina wraz z całym powiatem wilejskim została przyłączona do objętej władzą polską Ziemi Wileńskiej, przekształconej 20 stycznia 1926 roku w województwo wileńskie.
1 kwietnia 1927 roku gmina weszła w skład nowo utworzonego powiatu mołodeczańskiego w tymże województwie. Po wojnie obszar gminy Gródek został odłączony od Polski i włączony do Białoruskiej SRR.

## Demografia
Według Powszechnego Spisu Ludności z 1921 roku gminę zamieszkiwało 12.291 osób, 2.058 było wyznania rzymskokatolickiego, 9.155 prawosławnego, 1 ewangelickiego,  1.068 mojżeszowego a 9 mahometańskiego. Jednocześnie 5.287 mieszkańców zadeklarowało polską, 6.477 białoruska, 489 żydowską, 29 rosyjską, 2 tatarską, 3 litewską, 3 ukraińską a 1 łotewską przynależność narodową. Było tu 2.113 budynków mieszkalnych.